# Poule de Pavlovo

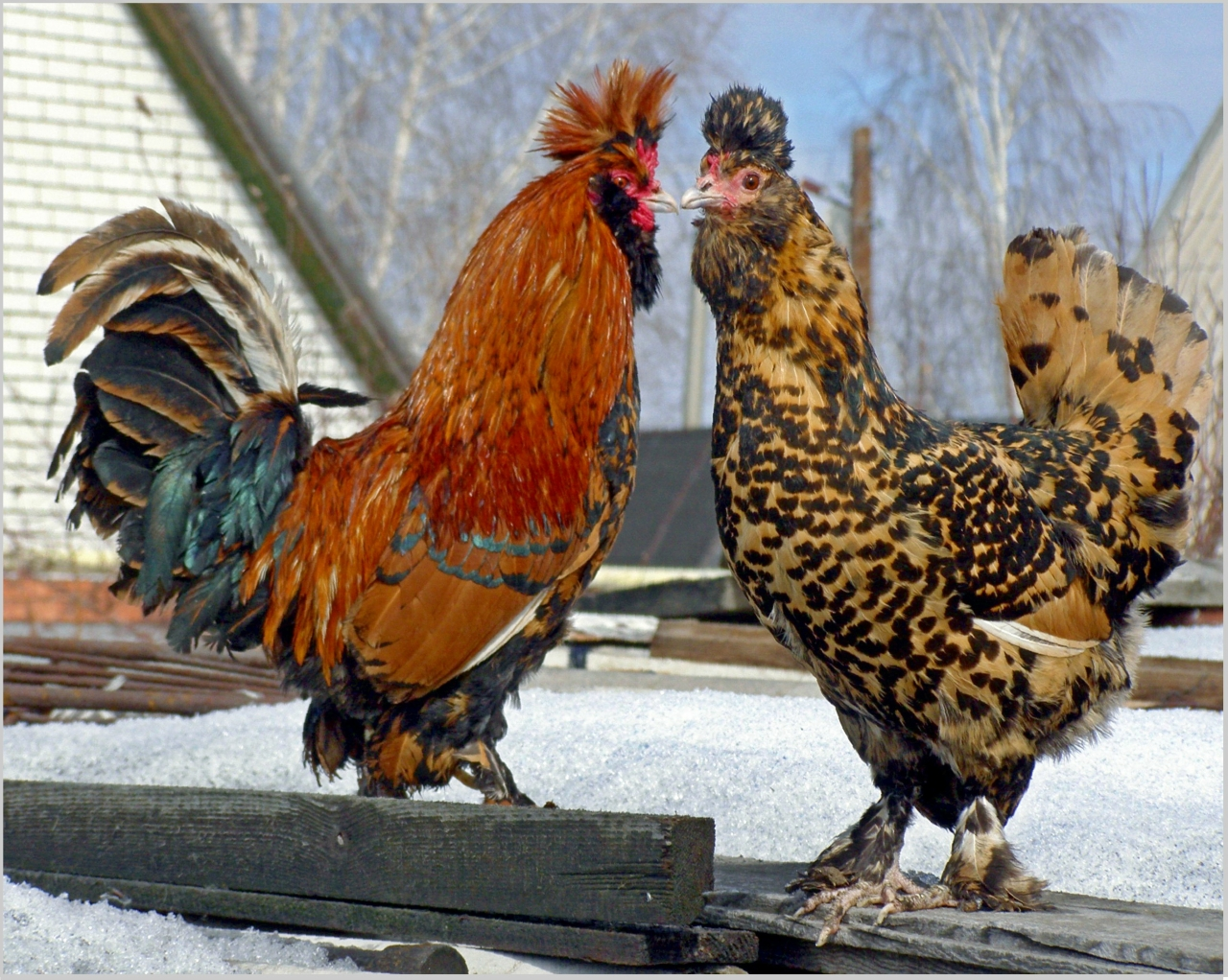
Coq et poule de Pavlovo.

La pavlovo (павловская порода кур, pavlovskaïa poroda kour) - dite aussi poule pavlov - est une race de poule domestique originaire de Russie.

## Origine
Cette race est la plus ancienne de Russie, puisqu'elle a été sélectionnée depuis plus de trois siècles, mais son standard officiel n'a été fixé qu'en 1905. Des premiers sujets ont été rapportés de Perse par les marchands russes dans la seconde moitié du XVIIIe siècle. Elle commence à être sélectionnée dans le gouvernement de Nijni Novgorod et plus précisément dans le village (aujourd'hui ville) de Pavlovo. Elle est décrite parmi les races russes dans le courant du XIXe siècle et connaît une grande popularité dans les expositions et les comices agricoles. Après la guerre civile, elle manque de disparaître totalement.
Grâce à la ténacité d'éleveurs, la pavlovo renaît dans les années 1980. Des individus locaux sont croisés avec la faverolles, la poule de La Flèche, la poule sultane et des races huppées hollandaises.

## Description

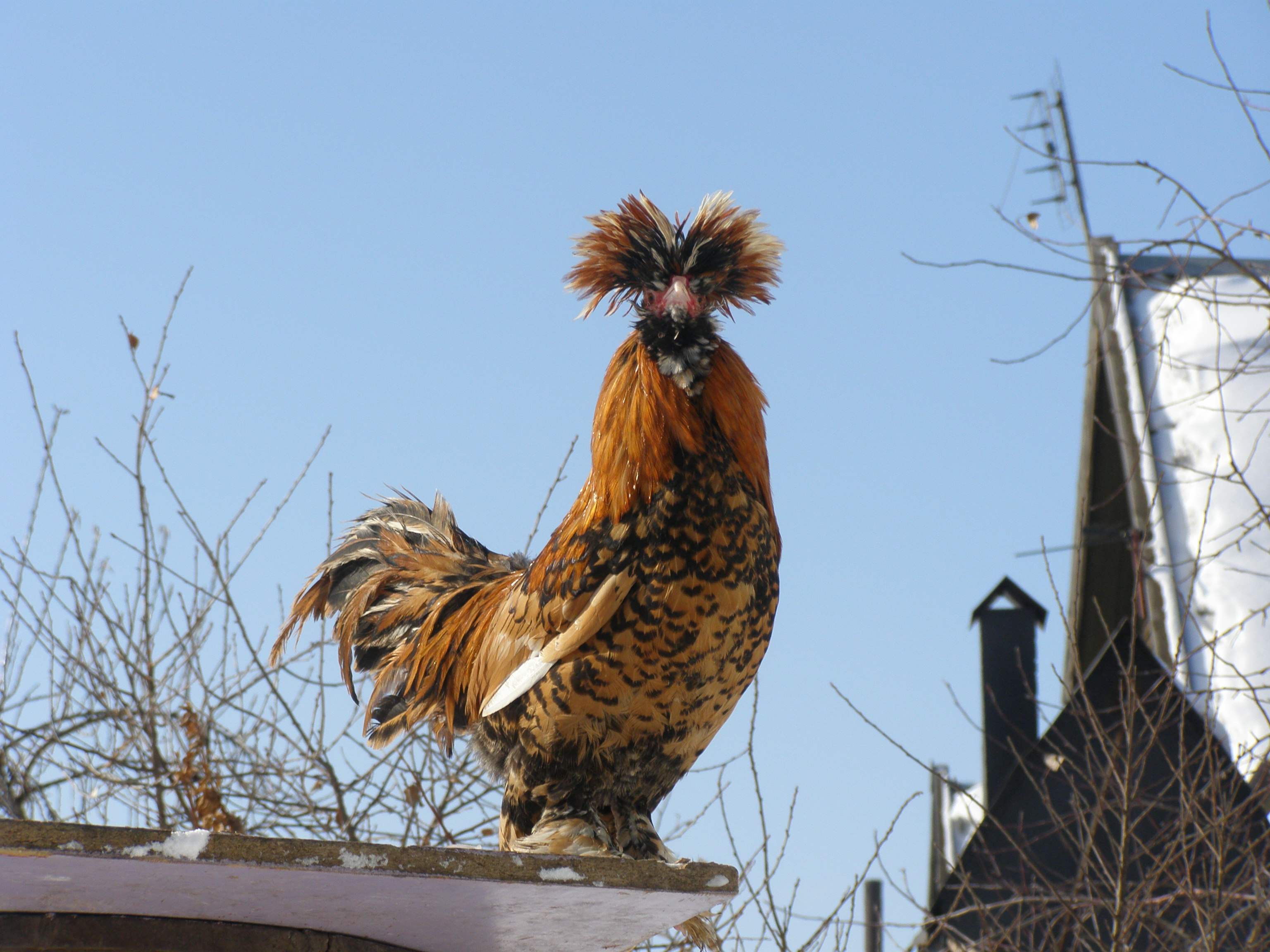
Coq de Pavlovo variété dorée.

Comme la plupart des races russes, la pavlovo est particulièrement résistante au climat froid. C'est maintenant une race décorative et d'élevage privé appréciée pour sa beauté. C'est une petite pondeuse (75 à 90 œufs par an de 50 grammes de couleur crème).
Elle est de petite taille, presque naine, à la corpulence large. Le coq pèse de 1,7 kg à 1,8 kg, la poule, de 1,2 kg à 1,4 kg. Elle a la tête ronde avec une huppe noire (noire et dorée bien dressée pour le coq et noire et dorée la poule de la variété dorée) et une barbe noire tachetée. Elle est juchée sur des pattes solides et courtes aux tarses bien emplumés, et possède des ailes bien déployées. La queue de la pavlovo est longue et droite.
Elle existe à l'origine en deux variétés, l'argentée (blanche à taches noires) et la dorée (dorée à taches noires). Le standard français a rajouté la variété à plumage blanc et la variété à plumage noir.

## Notes et références

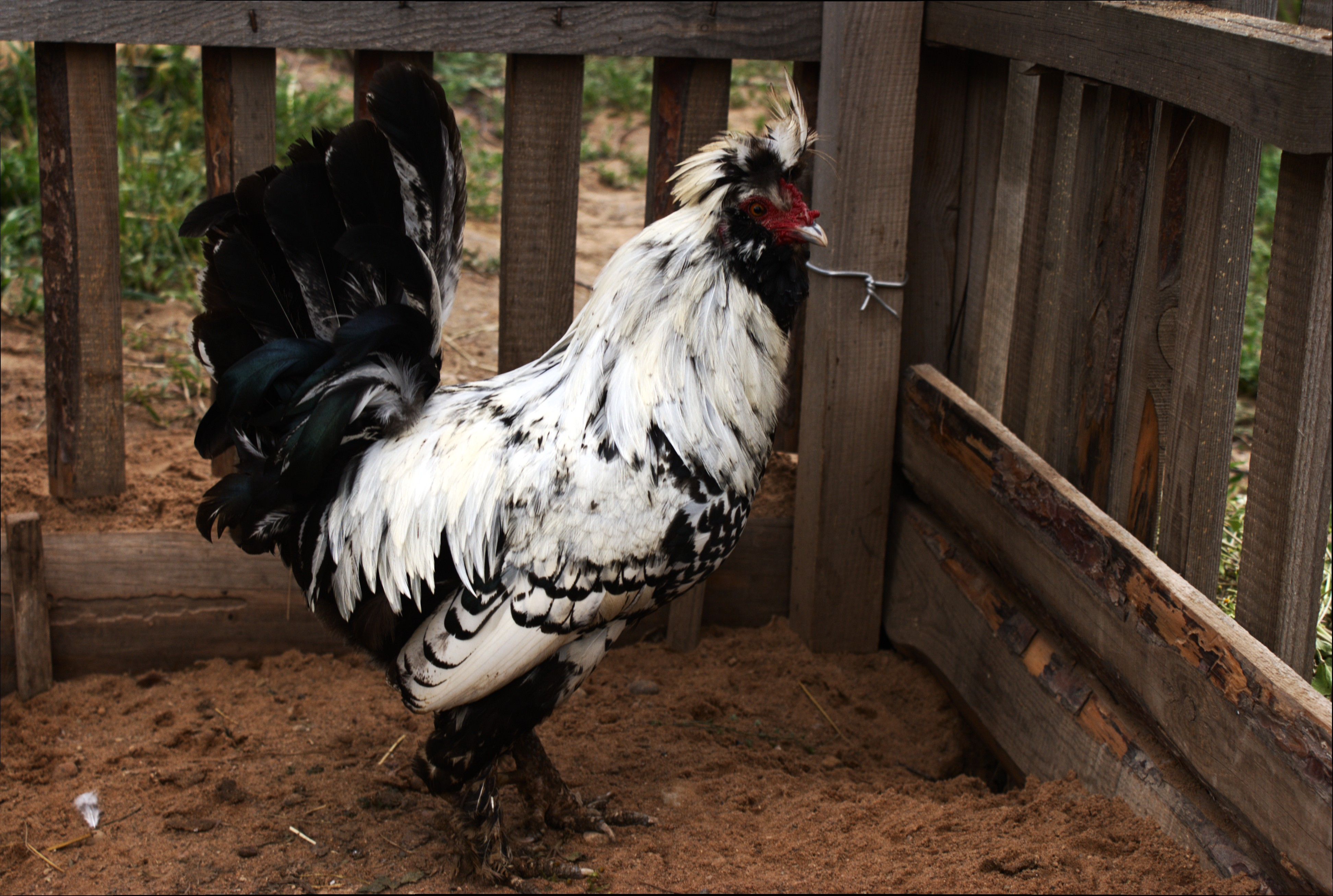
Coq de Pavlovo, variété argentée.